# 米萨利亚
米萨利亚（義大利語：Missaglia），是意大利莱科省的一个市镇。总面积11平方公里，人口8545人，人口密度776.8人/平方公里（2009年）。国家统计（ISTAT）代码为097049。

## 友好城市
- 法國拉罗舍波赛